# Баранівський порцеляновий завод
Баранівський порцеляновий завод — одна з найстаріших в Україні порцелянових мануфактур.  Упродовж понад двовікової історії завод став символом Баранівського регіону, а на гербі міста Баранівки з'явилося стилізоване зображення вази, що вказувало на розвиток у місті порцелянового виробництва.

## Історія

### Польща та Російська імперія
Наприкінці XVIII століття на Українському Поліссі почало зароджуватися порцелянове виробництво. Заснували його брати Михайло та Франциск Мезери. За одними даними, мануфактура запрацювала у березні 1802 році, за іншими — у 1804 р.
11 листопада 1803 року було підписано контракт між князями Адамом та Юзефом Любомирськими-Валевськими та Франциском де Мезер про купівлю 320 квадратних метрів землі з кількома будинками, кухонним флігелем, погребом та сараєм за 50 000 злотих.

З 1813 по 1814 р. фабрика належала Михайлу Мезеру, мала 100 робітників, посуду було продано на  17 679 руб.

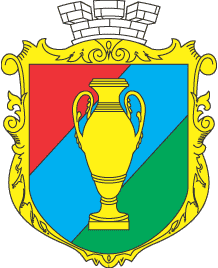
Зображення Баранівської вази, на гербі міста

У 1820 р. перейшла до синів-Костянтина та Северина, яким належала ще у 1845 р.
Першими майстрами-художниками були живописець В. Коваль та модельєр Скумаровський.
Вироби були настільки гарними, що на них звертали увагу навіть царі. При Олександрові I у Петербурзі були представлені вази з царським вензелем. А в 1825 році фабрика отримала право позначати свої вироби імперським державним гербом, що було своєрідним знаком якості. Зразки баранівської порцеляни ХІХ ст. зберігаються у музеях України та Польщі, зокрема у Краківському Музею Народовому.
Збереглися відомості про те, що у 1822 році було виготовлено одинадцять тисяч тарілок та понад вісімнадцять тисяч інших виробів, у 1828-му — 10,6 тисячі тарілок, 16,2 тисячі пар чашок, 23 тисячі інших виробів. Шкала цін у той час була такою: тарілки — від 72 копійок до 1 рубля 45 копійок, чашки — від 7 рублів 50 копійок до 36 рублів (пара), чайники — від 60 копійок до 18 рублів, ваза — від 5 рублів 40 копійок до 45 рублів. Білий сервіз коштував 42 рублі, з золотими прикрасами — від 87 до 240 рублів.
Цікаво, що столовий посуд виготовлявся лише в гарнітурах. Окрім глибоких, мілких, десертних, пиріжкових тарілок, вази для супу, двох мисочок для оселедця, салатника, до них входило п'ять таре́лів різної величини, підливник, «соустерин», глечик для компоту з покришкою. У 1838 році польський письменник Юзеф Крашевський у листі до батька в село Омельне Луцького повіту хвалився, що з Баранівки для нього привезли вазу, салатник, 18 глибоких і 54 мілких тарелів, дві кухонні дощечки, стільки ж мисочок і сільничок.
|  | При въезде в местечко Барановку видна група строений, имеющих в совокупности вид помещичьей усадьбы, — это фарфоровая фабрика Мезеров. Она расположена под лесом на реке Случь, в одной версте от местечка... Глина вывозилась из-под деревни Кашперовка, что в 12 верстах от Барановки... |

З 1856 до 1859 р. було продано порцеляни на 7463 руб, фаянсу - на 3353 руб.
У 1884 р. фабрика належала гр. Грохольскій з річним обігом 3000 руб та 16 робітниками.
У 1895 році фабрику придбав Миколай Петрович Грипарі, після чого обіг зріс до 16 000 руб., кількість робітників - до 52.
На початку ХХ століття випуск столового посуду і ваз становив понад півтора мільйона штук. Наприклад, чайники виготовлялися такі: «Рафаель», «ріпка», «грань», «широка грань», «рококо», «чайник з каскою», «чайник водний», «чайник доливний», «чайник для шинку». «Конде і троянда», «Отелло і Мірель», «Рафаель» — назви молочників. Блюдця і чашки класифікувалися так: «гладенькі», «конічні», «манжет», «гавіленд», «паризькі», «американські», «гранчасті». А діапазон збуту визначався гаслом: «По всій Росії і Сибіру».
Придбавши фабрику у приватну власність, комерсант Грипарі так визначив головний напрям її діяльності: «Впровадження іноземних найновіших моделей вишуканих фасонів, щоб кожен з покупців міг за невисоку плату придбати виріб, який нескільки не поступатимється за міцністю, прозорістю і обробкою декорації дорогому закордонному аналогу».
Грипарі відрядив сина Петра стажером на одне з найпередовіших у той час в Європі керамічних підприємств — у Лімож (Франція). Натомість звідти запросив на роботу фахівця з проектування форм посуду та художника з розпису порцеляни. Увагу колекціонерів з усього світу приваблювала порцеляна з Баранівки на міжнародних виставках: у Венеції (1910 рік), Римі (1911 рік), Барселоні (1913 рік), Лондоні (1913—1914 роки).
Фабрика переживала спади й злети. Виробляла і цеглу, і каналізаційні труби, кількість працівників скорочувалась до півсотні.

### БФЗ за часів СРСР

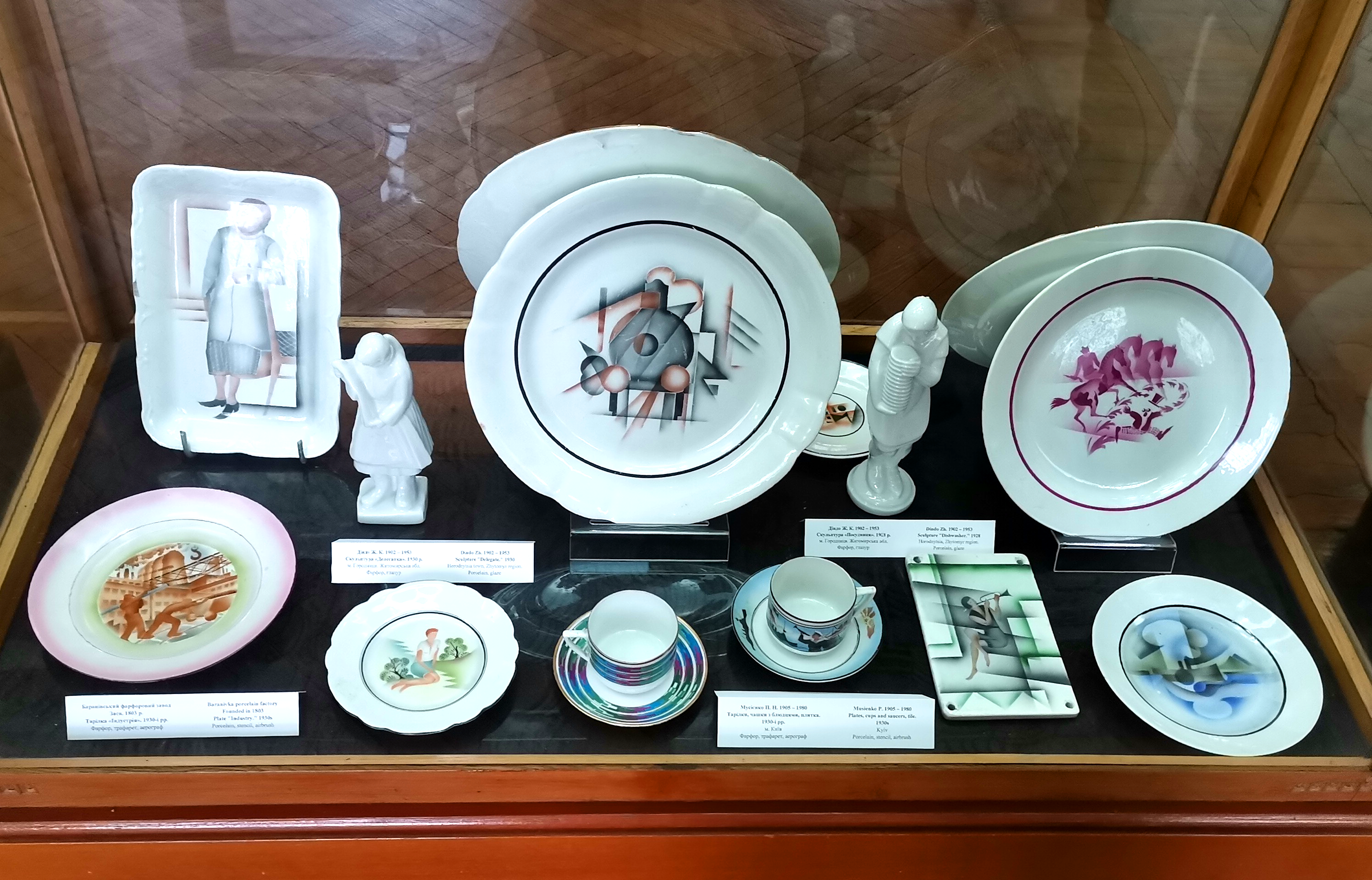
Кераміка 1930х років Баранівського порцелянового заводу у музеї українського народного декоративного мистецтва

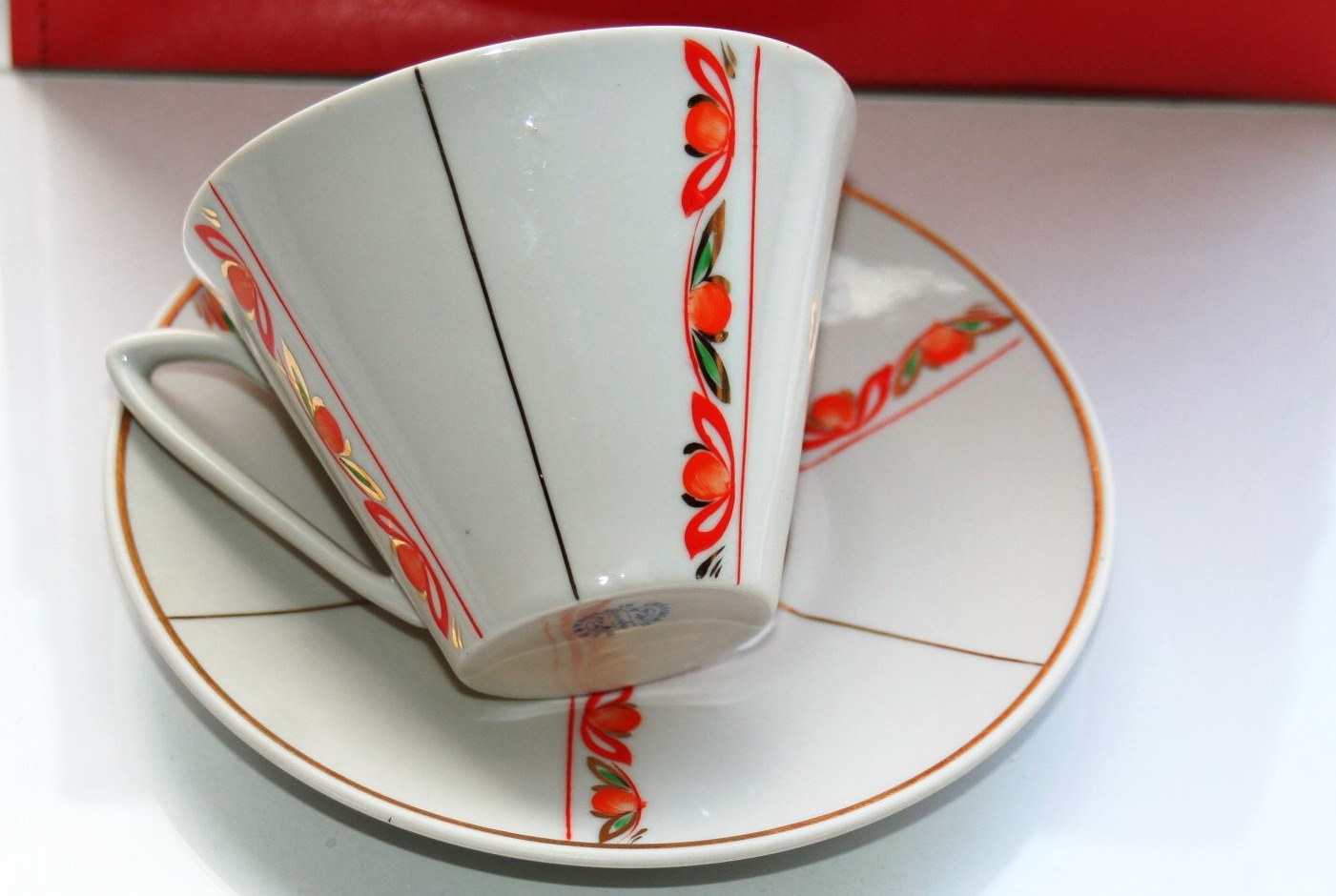
Чашка БФЗ, 60-ті р.р. ХХ ст.

Вперше в Україні на Баранівському заводі було освоєне утильне та декоративне випалювання фарфорових виробів у конвеєрних печах, вакуумування фарфорової маси та ін.
У 1950  на БФЗ було виготовлено 17001 тис. фарфорових виробів. У 1976р.кількість зросла до 39 924 тис. 
Підприємство випускало як вишукані столові сервізи та гарнітури, декоративні вироби, так і повсякденний посуд-чашки, тарілки та ін. За часів СРСР продукція заводу користувалась постійним високим попитом населення, вироби були відзначені на багатьох міжнародних ярмарках та виставках.
Робота підприємства була зафіксована у документально-пропагандистських фільмах тих часів -  Кіножурнал "Радянська Україна" , "Поліське Намисто".
При фабриці було засновано музей, який працює з 1950 року. Там зберігаються зразки продукції, яким десятки і сотні років - з 1820-х до середини 1990-х років. Музей діє і після закриття заводу.

## Банкрутство
Виробництво припинилося 2010 року. У травні 2012 року на заводі почалися проблеми у зв'язку з боргом у розмірі 1,9 млн грн, що спричинило позов Пенсійного фонду в Житомирській області, який наполягав на проведенні процедури банкрутства. У той час активи підприємства було продано трьом структурам, які перепродали нерухоме майно безлічі дрібних осіб. Історія заводу закінчилася судовим рішенням, згідно з яким завод визнано банкрутом. Остаточно завод припинив існування 8 листопада 2013 року.

## Скульптори та художники
- Гоч Дмитро Свиридович (художник, 1947—1972);
- Величко Іван Павлович (художник, 1950-ті—1970-ті);
- Діброва Андрій Стефанович (художник, 1950-ті—1970-ті);
- Діброва Лідія Миколаївна (художник, 1950-ті—1980-ті);
- Спиця Володимир Григорович  (художник, 1950-ті—1970-ті);
- Віцько Іван Михайлович (художник, 1959—1966);
- Костенко Василь Іванович (художник, 1960-ті—1980-ті);
- Назаренко Микола Тимофійович (скульптор, 1957—1985, з перервами);
- Єрмоленко Василь Пилипович (художник, 1966—1969);
- Єрмоленко Олександра Трохимівна (художник, 1967—1968);
- Погорєлова Євгенія Євгеніївна (художник, 1967—1970);
- Трегубов Олександр Сергійович (художник, 1980-ті—1990-ті);
- Лозанюк Володимир Андрійович (художник, середина 1980-х);
- Діброва Костянтин Андрійович (художник, кінець 1980-х, початок 1990-х);